# الباليه الملكي الكمبودي
الباليه الملكي الكمبودي هي شركة رقص من كمبوديا ابتكرتها العائلة المالكة الكمبودية ككنز خاص لإظهار الكرامة العالية للراقصين الكمبوديين. في عهد الملك نورودوم سيهانوك، أدرجت هذه الرقصة على قائمة اليونسكو للتراث العالمي في 7 نوفمبر 2003.